# Catedral de la Santa Cruz (Lusaka)
La catedral de la Santa Cruz es el principal templo anglicano de Lusaka, capital de Zambia. Está situada en el barrio de Ridgeway. Fue diseñada por Dick Hope, quien ganó en concurso, y contsruida por Reeler (Reg) y Morris Hope entre 1960 y 1970. Estuvo en uso desde 1962, aunque el suelo no fue completado hasta el año siguiente y el edificio no se consagró hasta el 28 de agosto de 1970. Se trata de un edificio funcionalista.